# Skeiðarárjökull
Skeiðarárjökull är en glaciär i republiken Island. Den ligger i regionen Austurland, i den södra delen av landet. 
Skeiðarárjökull ligger på toppen av Islands mest aktiva vulkan: Grímsvötn. Det är en del av ett mycket kraftfullt geotermiskt system som hela tiden smälter inlandsisen underifrån. Ovanför Grímsvötn är glaciären cirka 240–300 meter tjock. Smältvattnet är instängt under isen. Det bildar den subglaciala sjön Grímsvötn, med en diameter på cirka 15 kilometer.

## Klimatförändringar
Till följd av ett varmare klimat smälter Skeiðarárjökull, och landskapet förändras. När glaciären minskar blir floderna som avvattnar den allt djupare, så att de kan släppa ut mer vatten. I framtiden kommer inte sjön Grímsvötn att vara omgiven av is. På slätten Skeiðarársandur, nedanför glaciärerna, har det redan börjat växa träd.